# Кучерське
Ку́черське — село в Україні, у Борозенській сільській громаді Бериславського району Херсонської області. Населення становить 603 осіб.

## Населення

### Мовний склад
Рідна мова населення за даними перепису 2001 року:
| Мова       | Чисельність, осіб | Доля     |
| ---------- | ----------------- | -------- |
| Українська | 582               | 96,52 %  |
| Російська  | 15                | 2,49 %   |
| Інше       | 6                 | 0,99 %   |
| Разом      | 603               | 100,00 % |

## Історія
12 червня 2020 року, відповідно до Розпорядження Кабінету Міністрів України від № 726-р «Про визначення адміністративних центрів та затвердження територій територіальних громад Херсонської області», увійшло до складу  Борозенської сільської громади.
19 липня 2020 року, в результаті адміністративно-територіальної реформи та ліквідації  Великоолександрівського району увійшло до складу Бериславського району.

## Російське вторгнення в Україну (з 2022)
Навесні 2022 року село було захоплене російськими загарбниками.
10 листопада 2022 року Кучерське було звільнено Збройними силами України в ході контрнаступу на Херсонщині.